# Odd Frantzen
Odd Frantzen (Bergen, 20 de janeiro de 1913 - 2 de outubro de 1977), é um ex-futebolista norueguês,  medalhista olímpico.

## Carreira
Odd Frantzen fez parte do elenco medalha de bronze, nos Jogos Olímpicos de 1936, e atuou na Copa do Mundo FIFA de 1938
Foi assassinado dentro de casa, por um invasor em 1977.